# Aulostyrax heterospathi
Aulostyrax heterospathi es una especie de  coleóptero de la familia Chrysomelidae. Fue descrita en 1957 por Gressitt.